# Макки, Филиппо
Филиппо Макки (итал. Filippo Macchi, род. 19 сентября 2001, Понтедера, Тоскана) — итальянский фехтовальщик-рапирист, серебряный призёр летних Олимпийских игр 2024 года, чемпион мира 2025 года, чемпион Европейских игр, двукратный чемпион Европы 2023 и 2025 годов, бронзовый призёр чемпионата Европы 2024 года.

## Биография
На чемпионате Европы 2023 года в Пловдиве в индивидуальном соревновании рапиристов стал чемпионом Европы. В финале обыграл француза Энцо Лефора.
В 2023 году на Европейских играх в Кракове стал чемпионом в командных соревнованиях рапиристов.
В 2024 году на чемпионате Европы в Базеле стал бронзовым призёром командного турнира рапиристов.
В июле 2024 года на летних Олимпийских играх в Париже, в индивидуальных соревнованиях вышел в финал. В финале его соперником стал спортсмен из Гонконга Эдгар Чён, который в упорном поединке одержал победу 15:14.
В 2025 году на чемпионате Европы в Генуе в командных соревнованиях рапиристов стал чемпионом Европы. 